# Yeimy Martínez
Yeimy Martínez (Colombia, 19 de junio de 1981) es una árbitro de fútbol colombiana. Es internacional desde 2010. Es una de los 10 árbitros internacionales de Colombia.
Martínez arbitró el China vs. Países Bajos correspondiente al Grupo A de la Copa Mundial Femenina de Fútbol de 2015, disputado el 11 de junio de 2015 en Edmonton, Canadá.